# Daniel Hisgen

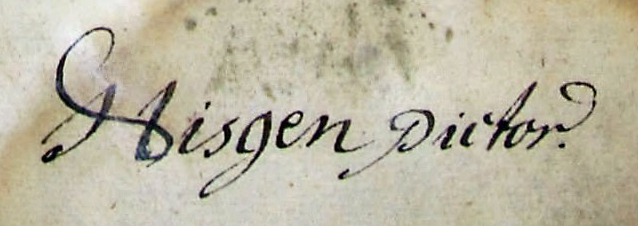
Unterschrift als „Hisgen pictor“ (Maler) auf einer Rechnung von 1765

Daniel Hisgen (* 10. April 1733 wahrscheinlich in Nieder-Weisel; † 19. Februar 1812 in Lich) war ein deutscher Maler des Rokoko, der als Kirchenmaler in Oberhessen wirkte.

## Leben und Familie

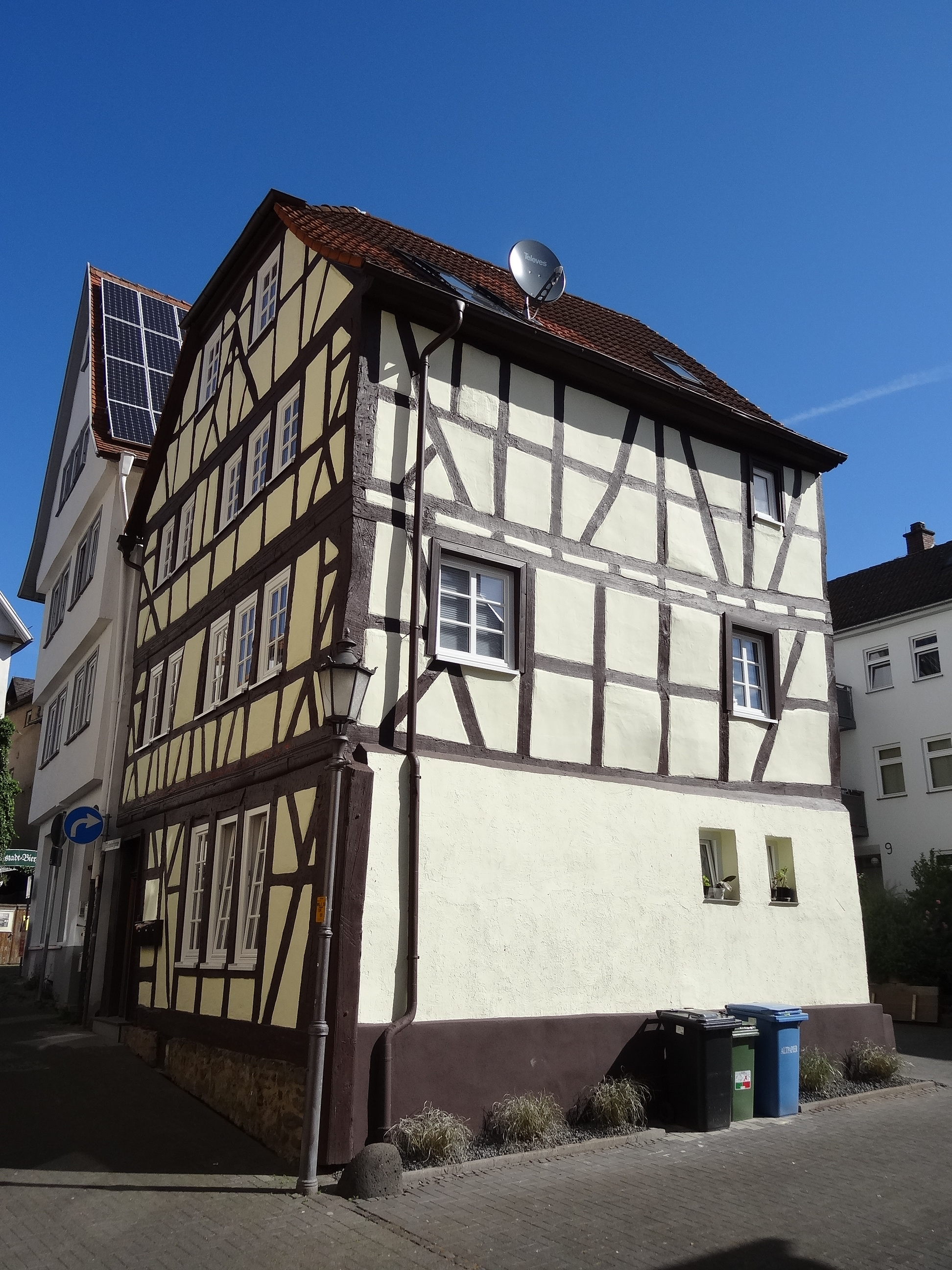
Wohnhaus der Familie Hisgen in der Seelenhofgasse 2 in Lich (Haus Nr. 139)

Familien mit dem Namen Hisgen wohnen seit Jahrhunderten im Raum Montabaur, Wetzlar und Lich. Daniel Hisgen wurde als ältester Sohn des Pfarrers Johann Georg Hisgen (* 30. August 1707; † 2. Juni 1769) und seiner Frau Johannetta Judith Budoin (Johanna Budi) (* 4. Februar 1706; † 23. Februar 1765 in Nieder-Weisel) geboren. Taufpatin war eine unverheiratete Schwester des Vaters. Sein Vater kam gebürtig aus Wetzlar und hatte von 1732 bis zu seinem Tod die Pfarrstelle in Nieder-Weisel inne, wo Daniel Hisgen aufwuchs. Da die Kirchenbücher von Nieder-Weisel dem Großbrand von Jahr 1761 zum Opfer gefallen waren, legte Johann Georg gemeinsam mit den Dorfbewohnern aus dem Gedächtnis ein Kirchenbuch von 1690 bis 1761 an.
Am 28. November 1769 heiratete Daniel Hisgen Philippina Louisa Stiehl (getauft 8. August 1747; † 8. August 1820) aus Alten-Buseck. Den beiden wurde eine Kirchenbuße auferlegt, da bereits vier Wochen nach der Eheschließung die erste Tochter Johannetta Catharina (* 21. Dezember 1769; † 3. März 1834) geboren wurde. Insgesamt gingen aus der Ehe fünf Kinder hervor, neben der ledig gebliebenen ältesten Tochter noch Friedrich Wilhelm (* 22. März 1773; † 1. März 1853), Maria Elisabetha (* 5. Mai 1775), Christian Wilhelm (* 13. April 1777; † 27. Mai 1839) und Johann Heinrich (* 30. Juni 1780). Taufpate des letzteren war Daniels Bruder Johann Henrich Hisgen, der als „Kauf- und Handelsmann in Wetzlar“ nachgewiesen ist.
Der älteste Sohn Friedrich Wilhelm, Regierungssekretär in Hungen, war mit Catharina Margartha Rouge (* 6. Januar 1786) verheiratet. Ihnen wurden 14 Kinder geboren, darunter ein Sohn Georg Konrad (* 19. April 1820 in Lich; † 18. März 1898), der ohne seine Frau Katharina Preiss (1819–1898) nach Amerika auswanderte. Daniel Hisgens viertes Kind, Christian Wilhelm, wurde ebenfalls Kunstmaler und war zudem Kaufmann und Krämer. Er heiratete Katharina Elisabeth Hornivius (* 1775; † 13. April 1859) und hatte mit ihr sechs Kinder, darunter Johann Conrad Hisgen (* 9. August 1810; † 26. Mai 1897). Johann Conrad, Kunstmaler und Lackierer, war in erster Ehe mit Anna Margarete Jung (* 14. August 1815; † 5. Juni 1836) verheiratet. Nach ihrem frühen Tod heiratete er Juliana Barbara Völnele. In dritter Ehe hatte er vier Kinder. Er wanderte nach Amerika aus und ließ in Hameln ein anderthalbjähriges Kind zurück, woraufhin er zu vier Wochen Gefängnis verurteilt wurde. Ein anderer Sohn von Christian Wilhelm mit Namen Carl Quirin Hisgen (* 21. März 1812; † 11. Juni 1894) wurde Kunstmaler und wanderte nach Amerika aus. Ein Enkel von Christian Wilhelm mit Namen Karl Maximilian Hisgen (* 2. Februar 1844; † 12. Juli 1905) wurde Maler und ebenso dessen gleichnamiger Sohn Karl Maximilian (* 7. Oktober 1878). Johann Henrich, fünftes Kind von Daniel Hisgen, wohnte zeitweise in Engelrod und schuf 1818 ein Lutherbildnis mit einem Schwan (Öl auf Holz) für die ev. Kirche in Nieder-Oberrod und 1837 eine ähnliche Szene in einem Medaillon für die ev. Kirche in Michelbach (Schotten). 1847 ist er als Restaurator in Darmstadt nachweisbar. Ein Sohn von Friedrich Wilhelm, William (Carl Ludwig Wilhelm) Hisgen (1830–1897), wanderte um 1848 nach Amerika aus und wurde der Vater von Hisgens wohl bekanntestem Nachkommen, dem amerikanischen Fabrikanten und Präsidentschaftskandidaten Thomas L. Hisgen (1858–1925).

## Werk

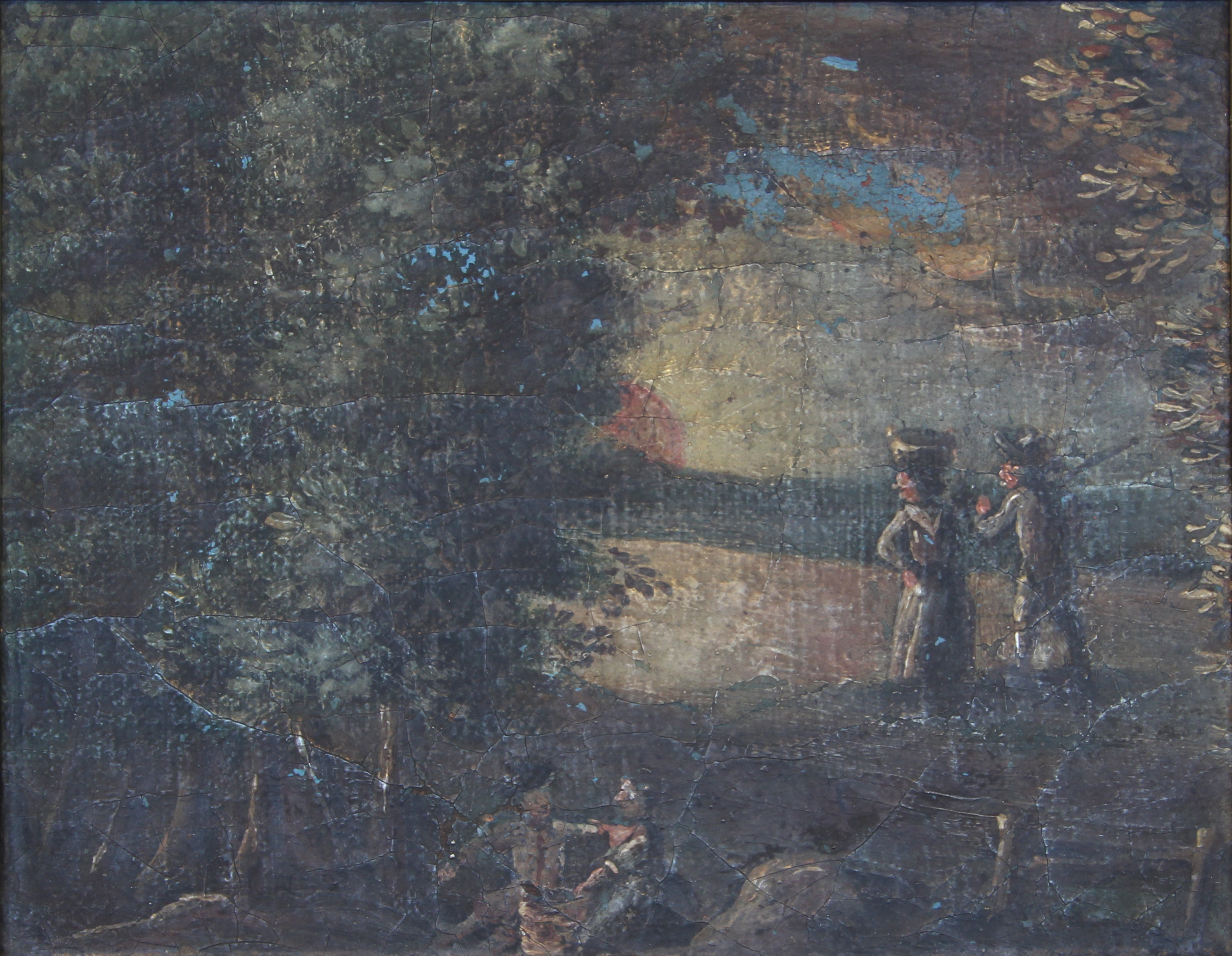
Landschaftsidylle

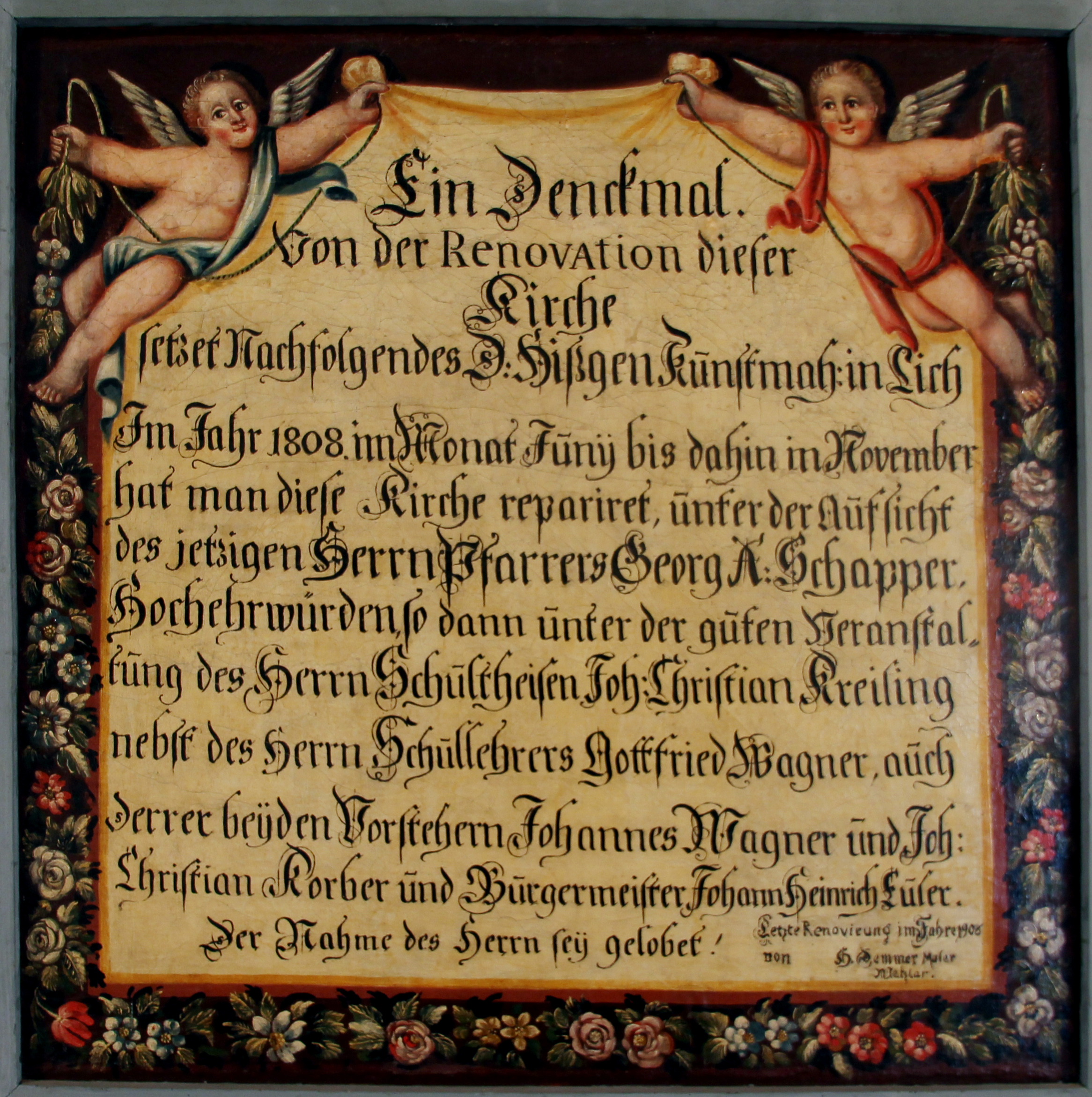
Denktafel in Odenhausen (Lahn) von 1808

Hisgen trat vor allem als Kirchenmaler in Oberhessen hervor und wirkte schwerpunktmäßig im heutigen Landkreis Gießen, vereinzelt im Wetzlarer Raum und im Gebiet des Vogelsbergs. Seine Identität war lange Zeit unklar, sodass er vorläufig als „Freienseer Meister“ bezeichnet wurde. Aufgrund seines charakteristischen Stils und der zyklischen Anlage seiner Emporenmalereien mit biblischen Motiven wurden zunächst die Brüstungsbilder in Bobenhausen II, Albach, Burkhardsfelden, Freienseen und Odenhausen/Lahn derselben Hand zugeschrieben. Die Figuren tragen die zeitgenössische Kleidung des Rokoko und werden in allen Zyklen gleich dargestellt. Vergleichbar mit den Bibelillustrationen von Christoph Murer in der Tübinger Bibel (1591 herausgegeben von Georg Gruppenbach) steht Hisgen in der Tradition der Biblia pauperum. Die anspruchsvollen Arbeiten ländlicher Kunst lehnen sich einerseits an Vorbilder an, entwickeln diese aber im Stil des Spätbarock weiter, was in der Lichtführung der Bewegung der Figuren zum Ausdruck kommt. Diese Synthese ist als „Dramatik des Schlichten“ bezeichnet worden. In Atzbach und anderen Kirchen haben seine Schüler oder Kinder mit „ungeschickteren Händen“ an den Emporenbildern mitgewirkt, was auf einen guten Ruf des Meisters schließen lässt. Bisher sind in zwölf oberhessischen Kirchen Emporenbilder von Hisgen mit biblischen Szenen identifiziert worden. Der Anteil von Darstellungen aus dem Alten und Neuen Testament hält sich in der Regel die Waage. Unter den neutestamentlichen Darstellungen nimmt die Passionsgeschichte den größten Raum ein. Die insgesamt über 300 Bilder verteilen sich auf 66 Bibelszenen, von denen 28 nur ein einziges Mal gemalt worden sind. Andere Motive hat Hisgen immer wieder nach der gleichen Vorlage gestaltet, besonders häufig Mariä Verkündigung und die Geburt Christi.
Als Kirchenmaler malte Hisgen auch Kirchendecken und andere Inventarstücke aus. Eine erste Tätigkeit als Maler ist in einer Nieder-Weiseler Gemeinderechnung von 1754 nachweisbar. In den Jahren 1762/1763 arbeitete er für die neue Fassung von Kanzel und Fürstenstuhl in der Marienstiftskirche Lich 146 Tage, für die er 292 Gulden erhielt. In der Albacher Kirche bemalte Hisgen die Wangen des Kirchengestühls mit floralen Motiven und die Ecken der Decke mit Engel-Medaillons. 1778 vergoldete er Turmknopf, Wetterfahne und Stern der Kirche in Ober-Hörgern. Hisgen versah das Gehäuse der Orgel der Licher Marienstiftskirche im Jahr 1780 mit einer neuen Fassung und Vergoldung und bemalte die Prospektpfeifen silbern. Im hohen Alter von 75 Jahren malte Hisgen im Jahr 1808 die Kirche in Odenhausen/Lahn aus und schuf zur Erinnerung eine Denktafel. Im November 2015 wurde in Lich ein kleines Gemälde mit einer idyllischen Landschaftsmalerei entdeckt.

## Werkliste
In vielen Fällen beruht die Urheberschaft Hisgens auf Zuschreibungen und Stilvergleichen. Erhaltene Brüstungsmalereien finden sich in folgenden Kirchen:
| Jahr       | Ort               | Kirche                         | Beschreibung | Bild |
| ---------- | ----------------- | ------------------------------ | --- | ---- |
| 1765       | Bobenhausen II    | Evangelische Kirche            | 48 unsignierte Brüstungsbilder (Öl auf Leinwand): 4 Evangelisten, 12 Apostel und Bilderzyklus von Erschaffung der Welt bis Pfingsten |      |
| 1767       | Atzbach (Hessen)  | Evangelische Kirche            | 43 Brüstungsbilder mit 18 Szenen aus dem Alten Testament und 25 aus dem Neuen Testament; Urheberschaft Hisgens nachgewiesen |      |
| 1770       | Oberkleen         | St. Michaelis                  | 25 Brüstunsgbilder mit biblischen Szenen von der Schöpfung bis Pfingsten sowie großes Deckengemälde; Urheberschaft Hisgens nachgewiesen |      |
| 1770er     | Ettingshausen     | Evangelische Kirche            | Sechs von zwölf Brüstungsbilder blieben nach einer Kirchenrenovierung erhalten, ein siebtes wurde Oberkirchenrat Petri aus Darmstadt geschenkt, ein achtes von Kirchenmaler Kurt Scriba vergrößert und übermalt, Urheberschaft Hisgens vermutet, der auch die Kirche gestrichen hat, im selben, schlichten Stil Malereien an der Kanzel mit den 12 Aposteln |      |
| 1772?      | Ebersgöns         | Evangelische Kirche            | 17 unsignierte Brüstungsbilder mit biblischen Szenen (zehn aus dem Alten und sieben aus dem Neuen Testament) |      |
| 1773       | Freienseen        | Evangelische Kirche            | unsignierte Brüstungsbilder mit 14 Szenen aus dem Alten Testament, 10 aus dem Neuen Testament, Blumengebinde an den Brüstungen des Gestühls |      |
| 1774       | Albach (Fernwald) | Evangelische Kirche            | Brüstungsbilder mit 19 Szenen aus dem Alten Testament, 14 aus dem Neuen Testament; Urheberschaft Hisgens nachgewiesen; Hisgen hat zudem die Wangen und Brüstungen des Kirchengestühls sowie den Pfarrstuhl mit Blumengebinden und die Ecken der Decke mit Medaillons bemalt, die Engel- und Blumenmotive zeigen.                                            |      |
| 1775       | Lang-Göns         | Jakobuskirche                  | 24 Brüstungsbilder mit biblischen Szenen, von denen 20 restauriert und aufgehängt wurden, 4 eingelagerte Bilder wurden 2018 wiederentdeckt; ein Bild ist signiert |      |
| 1775–1776? | Nonnenroth        | Evangelisch-reformierte Kirche | 4 unsignierte Evangelistenbilder an der Ostempore, Blumen an den Brüstungen des Gestühls |      |
| um 1780    | Burkhardsfelden   | Evangelische Kirche            | 15 unsignierte Brüstungsbilder der vier Evangelisten und aus dem Leben Jesu; zudem acht Glaubensgestalten aus dem Alten Testament auf den Kanzelfeldern (Abraham, Isaak, Jakob, Hiob und Noah, Mose, Aaron, Josua) |      |
| 1785/1786  | Oppenrod          | Evangelische Kirche            | 16 Brüstungsbilder mit neutestamentlichen Szenen von der Verkündigung Mariens bis zur Grablegung, ein Bild signiert; einige weitere Bilder wurden beim Einbau der Orgelempore vermutlich entfernt. |      |
| 1789       | Leihgestern       | Evangelische Kirche            | 26 Brüstungsbilder mit biblischen Szenen, ein Bild signiert |      |
| 1806–1808  | Odenhausen (Lahn) | Evangelische Kirche            | 27 Brüstungsbilder mit biblischen Szenen (davon acht signiert) und ein großes signiertes Deckenbild mit der Taufe Jesu; 21 Bilder hängen heute in den Seitenschiffen, sieben an der neuen Westempore; zudem Blumenranken an Brüstungen |      |